# آن سوی دریا
آن سوی دریا (به انگلیسی: Beyond the Sea)، سومین قسمت از فصل ششم مجموعه آنتولوژی علمی‌تخیلی بریتانیایی آینه سیاه است. فیلم‌نامه این قسمت توسط خالق سریال آینه سیاه یعنی چارلی بروکر نوشته شده و جان کرولی وظیفه کارگردانی آن را برعهده داشته‌است. آرون پال، جاش هارتنت و کیت مارا از جمله بازیگران این اپیزود هستند. آن سوی دریا مثل دیگر اپیزودهای فصل ششم در تاریخ ۱۵ ژوئن ۲۰۲۳ توسط نت‌فلیکس منتشر شد. این اپیزود با مدت زمان هشتاد دقیقه، طولانی‌ترین قسمت فصل ششم و یکی از طولانی‌ترین عنوان‌های کل مجموعهٔ آینه سیاه است.
آن سوی دریا با بازخورد بسیار مثبت منتقدان همراه بود و در زمینهٔ اجرای تیم بازیگری و پایان شوکه‌کنندهٔ آن مورد تحسین قرار گرفت. این اپیزود به دلیل ارجاعات خود به ماجرای قتل شارون تیت و جنایات خانواده مانسون مورد توجه بسیاری قرار گرفت.

## داستان
کلیف و دیوید دو فضانورد هستند که در یک برنامهٔ طولانی شش ساله در سفینه‌ای در فضا مشغول تحقیق و فعالیت هستند. برای آنکه غیبت طولانی مدت کلیف و دیوید باعث رنجش خود و خانواده‌هایشان نشود، پیش از اعزام به فضا از آن‌ها یک «بدل» تهیه می‌شود. ربات‌هایی که از نظر ظاهری دقیقاً مثل کلیف و دیوید هستند و آن‌ها می‌توانند هنگامی که در سفینه مشغول استراحت هستند، از طریق دستگاهی ضمیر ناخودآگاه خود را به آن ربات‌ها انتقال داده و با خانوادهٔ خود وقت بگذرانند. همه چیز خوب پیش می‌رود تا اینکه یک روز اعضای یک فرقه (که از نظر ظاهر و خصوصیات یادآور خانواده منسون هستند) به خانهٔ دیوید حمله کرده و زن، بچه و بدل او را به فجیع‌ترین شکل ممکن به قتل می‌رسانند. کلیف که می‌بیند وضعیت دیوید بسیار رو به وخامت است به او پیشنهاد می‌دهد تا از بدل وی استفاده کرده و مدتی را در زمین سپری کند تا از نظر روحی بهبود یابدو این جایگزینی بدل‌ها مشکلاتی را به وجود می‌آورد که بین دو دوست فاصله می‌اندازد.